# Mohamed Abouelghar
Mohamed Abouelghar, né le 1er octobre 1993 au Caire, est un joueur professionnel de squash représentant l'Égypte. Il atteint, en mars 2019, la huitième place mondiale sur le circuit international, son meilleur classement. Il atteint deux fois la finale des championnats du monde junior en 2011 et 2012.

## Carrière
Deux fois finaliste des championnats du monde junior en 2011 et 2012, battu à chaque fois par son compatriote Marwan El Shorbagy, il s'illustre lors du British Open 2017 quand il bat au 2e tour le champion du monde en titre Karim Abdel Gawad. En mars 2019 lors du tournoi Grasshopper Cup, il élimine le tout récent champion du monde et no 1 mondial Ali Farag.

## Palmarès

### Titres
- Motor City Open : 2019
- Open de Chine : 2018
- Open de Macao : 2017
- Torneo Internacional PSA Sporta : 2017
- Championnats du monde par équipes : 2019

### Finales
- Open de Chine : 2024
- CCI International : 2016
- Houston Open : 2016
- Edmonton Open : 2015
- Championnats du monde junior : 2 finales (2011, 2012)